# Jaguares de Córdoba
Jaguares de Córdoba Fútbol Club – klub kolumbijski z siedzibą w mieście Montería.

## Osiągnięcia
- Categoría Primera B: 2014 [potrzebny przypis]
- Categoría Primera B: 1995/96 [potrzebny przypis]

## Historia
Klub założony został w 1995 roku pod nazwą Corporación Deportiva y Social Girardot Fútbol Club (w skrócie Girardot) i początkowo miał siedzibę w mieście Girardot w departamencie Cundinamarca. Domowe mecze klub rozgrywał na mogącym pomieścić 15 000 widzów stadionie Estadio Luis Antonio Duque Peña.
W sezonie 1995/96 klub zdobył wicemistrzostwo II ligi, co do tej pory jest największym sukcesem w historii klubu. W 2008 roku Girardot zajął w II lidze 13 miejsce, po czym oficjalnie zakończył działalność.
W 2009 roku klub wznowił działalność pod nazwą Deportes Palmira (pełna nazwa: Corporación Deportiva y Social Deportes Palmira Fútbol Club). Nową siedzibą klubu było miasto Palmira, a klub domowe mecze rozgrywał na stadionie Estadio Francisco Rivera. W 2010 roku klub przeniósł się do miasta Buenaventura, a 20 stycznia zmienił nazwę na Pacífico.
W grudniu 2011 roku klub znów zmienił siedzibę i przeniósł się do miasta Sincelejo. Także i teraz wraz z przenosinami doszło do zmiany nazwy - po przenosinach klub nazywał się Sucre Fútbol Club (w skrócie Sucre). Swoje drugoligowe mecze drużyna klubu rozgrywała na stadionie Estadio Arturo Cumplido Sierra. W grudniu 2012 roku ponownie doszło do przenosin, tym razem do miasta Montería. Obecna nazwa klubu to Jaguares de Córdoba Fútbol Club (w skrócie Jaguares de Córdoba).
W 2014 roku klub zdobył mistrzostwo II ligi (Categoría Primera B) i awansował do I ligi (Categoría Primera A).